# Elaphria deltoides
Elaphria deltoides är en fjärilsart som beskrevs av Heinrich Benno Möschler 1880. Elaphria deltoides ingår i släktet Elaphria och familjen nattflyn. Inga underarter finns listade i Catalogue of Life.